# キバラスズガエル
キバラスズガエル（黄腹鈴蛙、Bombina variegata）はスズガエル科に分類されるカエルの一種。

## 分布
アルバニア、イタリア、ウクライナ西部、オーストリア、オランダ、ギリシャ、クロアチア、スイス、スウェーデン、スロバキア、セルビア、チェコ、ドイツ南部、ハンガリー、ブルガリア、ベルギー、ボスニア・ヘルツェゴビナ、ポーランド南部、マケドニア共和国、モンテネグロ、モルドバ南部、ルクセンブルク、ルーマニア

## 形態

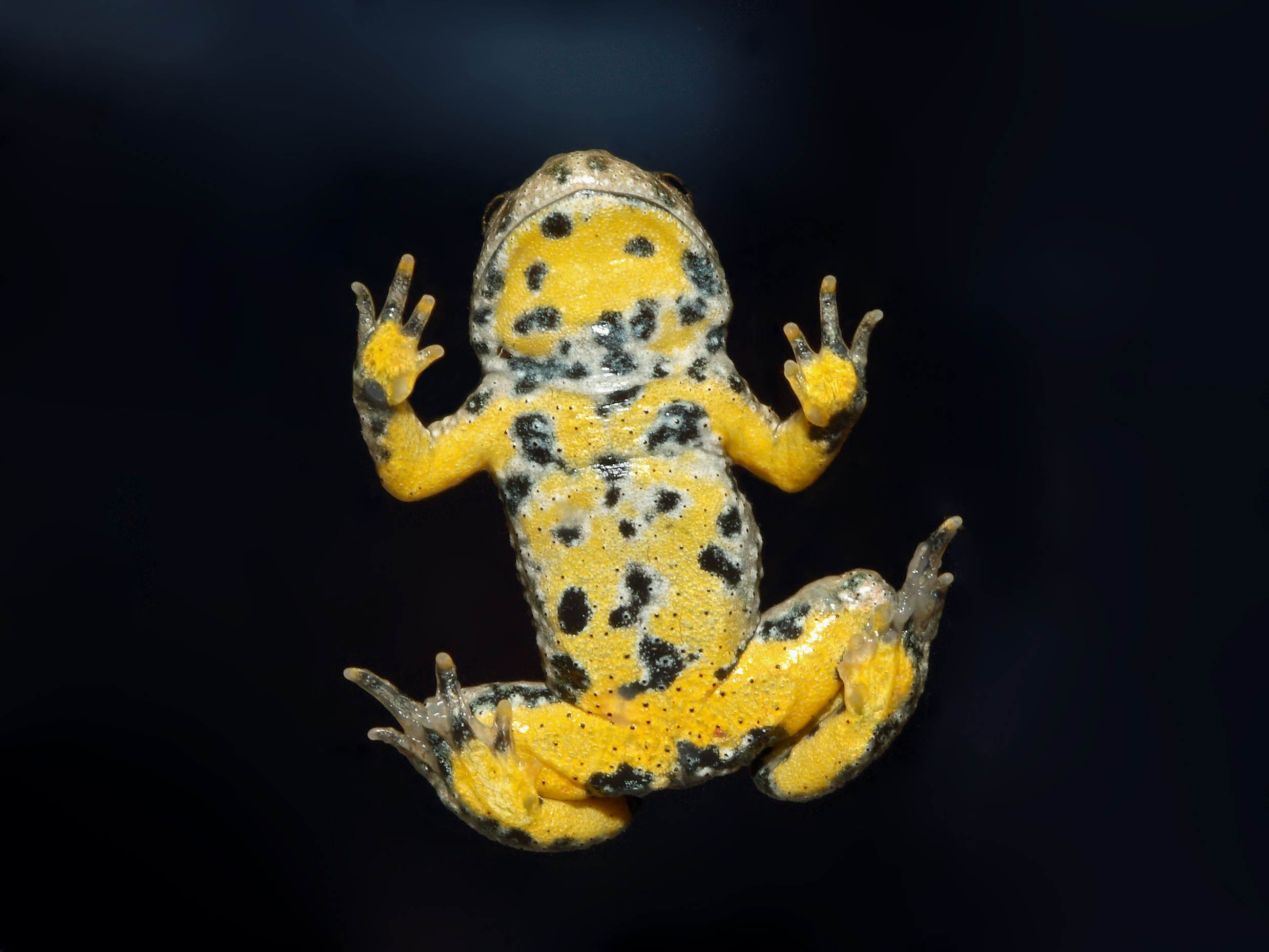
腹面

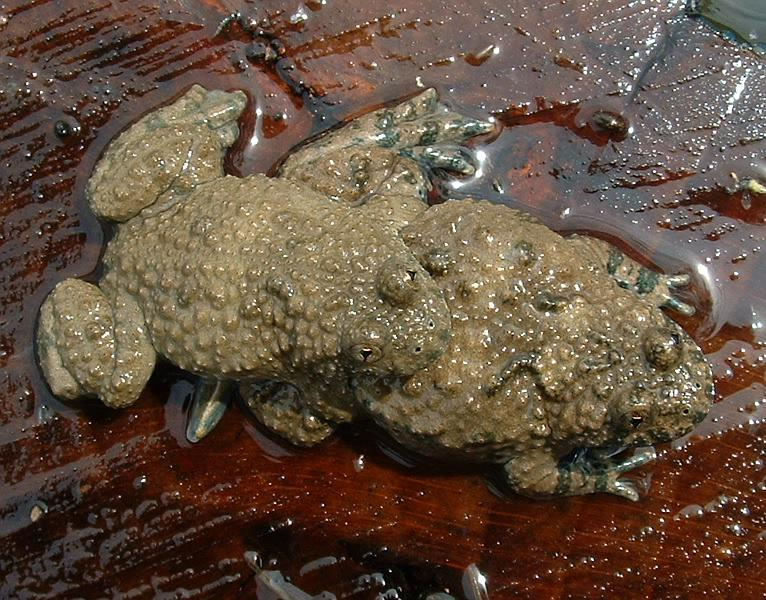
包接中の個体

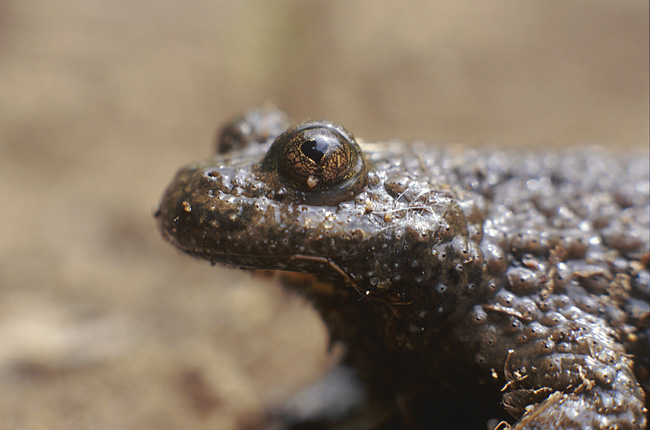
瞳孔がハート型であることが特徴である。

体長4-5cm。体は扁平で背面は緑がかった褐色や灰色に小型の黒い斑紋、腹面は黄色やオレンジで小型の黒い不規則な斑紋が入る。腹面には白い斑点がないか少ない。皮膚にはイボがあるがスズガエル属の別種ヨーロッパスズガエルに比べると小さく目立たない。
ヨーロッパスズガエルと分布が重なる場所では種間雑種を作ることもある。

## 生態
草原や森林にある河川や池の周辺生息する。水質汚濁に強いのか、あまり水が綺麗でない場所にも生息する。皮膚から毒液を分泌し、外敵に襲われると四肢と体を反ったりひっくり返り腹部の派手な警戒色を見せる対捕食者姿勢をとる。秋になると穴を掘り、その中で冬眠を行う。
食性は肉食性で昆虫類や甲殻類、ミミズ等を食べる。
繁殖形態は卵生で、冬眠から目覚めた後に岩の下や水草等に不規則な卵塊を産む。

## 人間との関係
ペットとして飼育されることもあり、日本にも輸入される。流通量は少ない。
本種に限ったことではないが皮膚に毒を持つので基本的には素手で触れたりせず（カエルとしてもストレスになったり、人間の体温は高温過ぎるため）、触った時には必ず手を洗うようにする。